# Slave Trade Act 1807

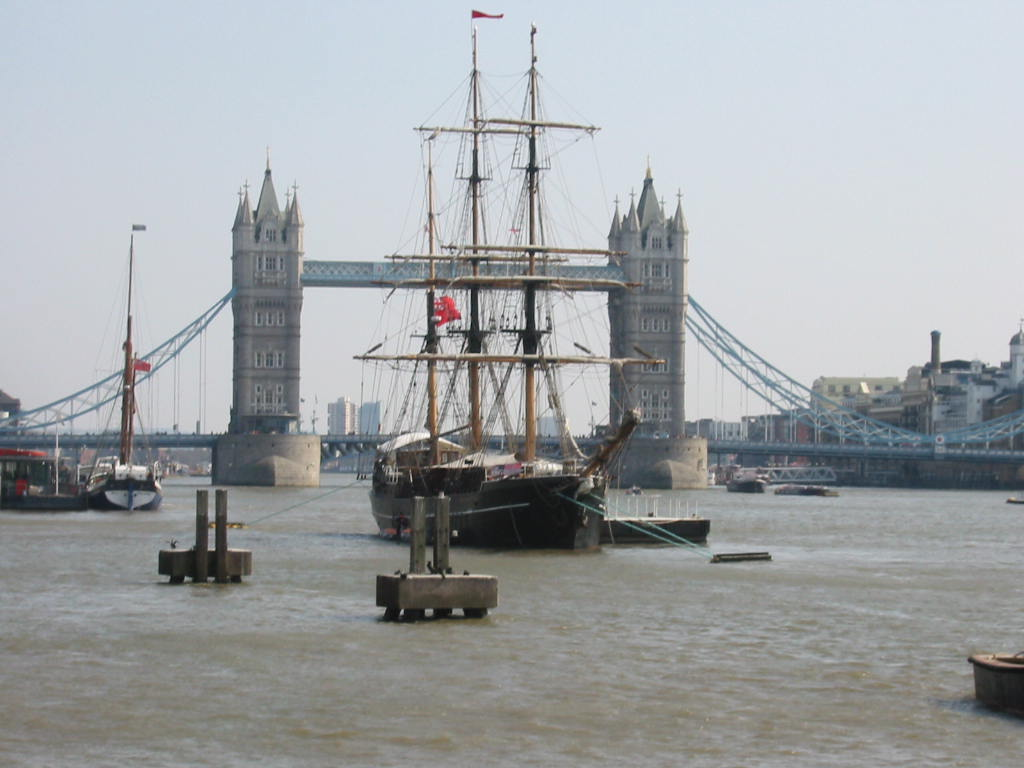
Die Kaskelot als Sklavenschiff Zong, im April 2007 nahe der Tower Bridge festgemacht, um an den 200. Jahrestag des Slave Trade Act zu erinnern

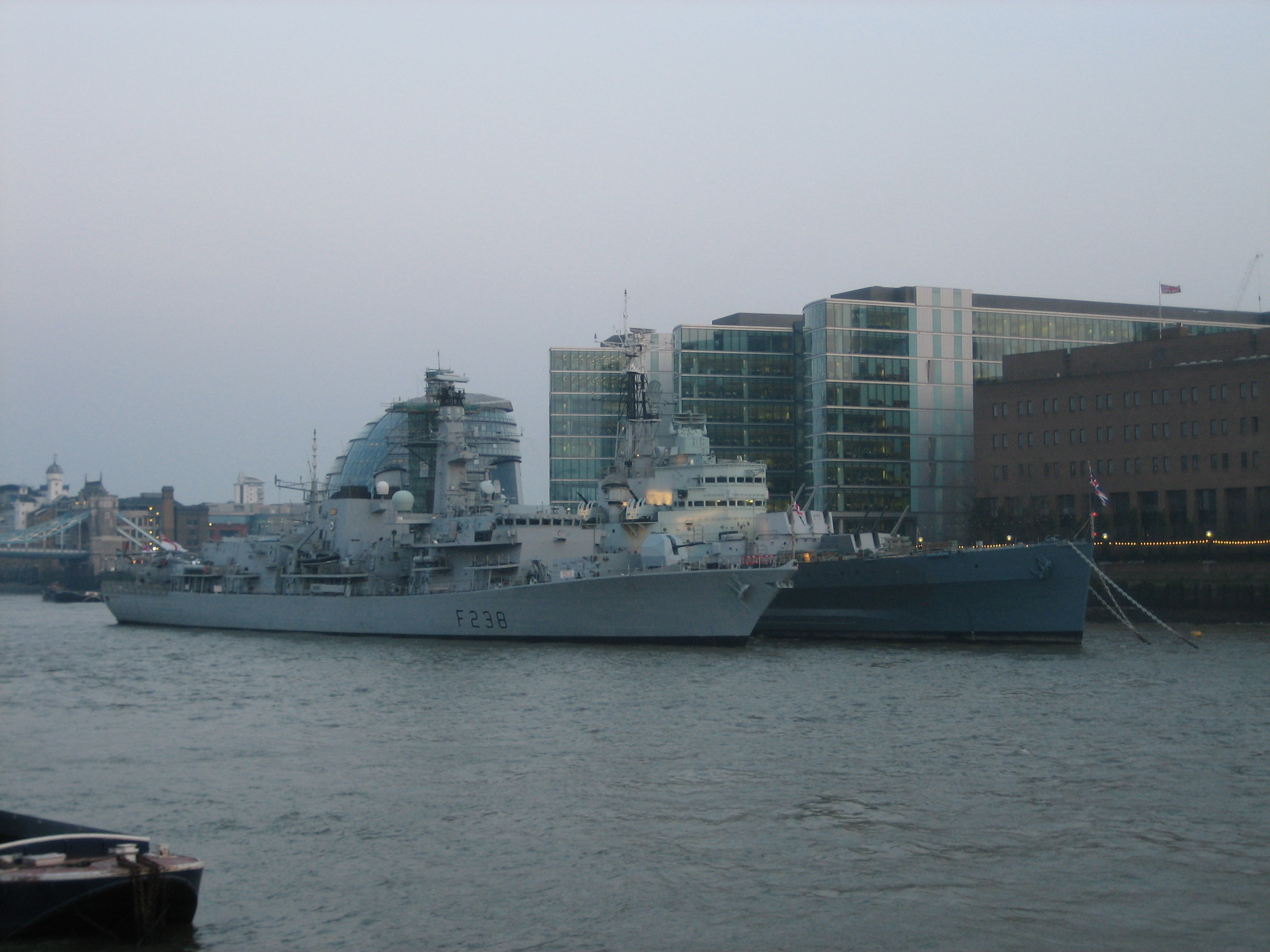
Die Northumberland (vertäut an der Belfast) bei der gleichen Gedenkaktion; sie steht für heutige „anti-slaving operations“.

Der Slave Trade Act (An Act for the Abolition of the Slave Trade; zitiert als 47 Geo III Sess. 1 c. 36) wurde vom britischen Parlament am 25. März 1807 angenommen. Das Gesetz schaffte den Sklavenhandel im British Empire ab, aber nicht die Sklaverei selbst.
Das Original des Gesetzestextes befindet sich in den Parliamentary Archives in London.
Sklaverei auf englischem Boden wurde vom englischen Recht nicht erlaubt (diese Position wurde im Rechtsstreit Somerset-Urteil über den Sklaven James Somerset 1772 gestützt), aber sie blieb legal im größten Teil des British Empire, bis 1833 der Slavery Abolition Act (Gesetz zur Abschaffung der Sklaverei) beschlossen wurde. Der Slave Trade Act galt allerdings nicht für alle Teile des Empire: Besitzungen der Britischen Ostindien-Kompanie, Ceylon und St. Helena waren ausgenommen.

## Zur Vorgeschichte
1787 hatte eine Gruppe von englischen evangelikalen Christen zusammen mit Quäkern das Committee for the Abolition of the Slave Trade gebildet, um zusammen gegen Sklaverei und Sklavenhandel zu agieren. Führer dieser Allianz war William Wilberforce (1759–1833).
Schon 1787/88 fand der Abolitionismus Zustimmung in weiten Teilen der Bevölkerung. Weniger Zustimmung fand er in Liverpool: Der Sklavenmarkt in Liverpool galt als der größte weltweit und der Sklavenhandel galt als der Hauptgrund für Liverpools Aufschwung und Wohlstand im 18. Jahrhundert.
Das Parlament von Oberkanada beschloss am 9. Juli 1793 den Act Against Slavery.
Zu dieser Zeit gab es in Oberkanada etwa 300 Sklaven.
Um 1784 konvertierte Wilberforce auf einer Reise durch Kontinentaleuropa zum evangelikalen Protestantismus und begann 1787 seine Mission zur Reform der Sitten („Abolition Society“) und speziell zur Beendigung des Sklavenhandels, unterstützt von Abolitionisten wie Granville Sharp, Thomas Clarkson, Quäkern und Methodisten. Am 28. Oktober 1787 schrieb Wilberforce in sein Tagebuch:

“God Almighty has set before me two great objects, the suppression of the slave trade and the reformation of manners.”

„Gott der Allmächtige gab mir zwei große Ziele vor: die Abschaffung des Sklavenhandels und die Reformation der Sitten.“

In einer Sitzung des Unterhauses im Jahr 1789 beantragte er gemeinsam mit seinem Studienfreund und amtierendem Premierminister William Pitt die Abschaffung des britischen Sklavenhandels. Von diesem Zeitpunkt an wiederholte er die Einbringung der Gesetzesvorlage in das Parlament jedes Jahr, außer in den Jahren 1800 bis 1803.
Ihr Einfluss wurde vergrößert durch die prekäre Situation der Regierung („national unity government“) unter Lord Grenville (1759–1834), weil das Land im Krieg war. Seine Amtszeit als Premierminister war kurz und bekannt als „Ministry of All the Talents“. Grenville persönlich kämpfte dafür, dass der „Slavery Trade Act“ das Oberhaus passieren würde. Im Unterhaus führte der Außenminister Charles James Fox (1749–1806) die Initiative.
Die Anti-Sklavenhandel-Bewegung war bekannt als „The Saints“.
Nach etwa 20 Jahren Kampagnen und Kampf gegen die Sklaverei nahm das Parlament nach einer zehnstündigen Debatte den „Slave Trade Act“ am 24. Februar 1807 um vier Uhr morgens mit einer unerwarteten Mehrheit von 283 zu 16 Stimmen an. Am 25. März 1807 bekam das Gesetz Gesetzeskraft. Von da an war der afrikanische Sklavenhandel im britischen Machtbereich verboten und Sklavenhändler wurden Piraten gleichgestellt. Der interne Sklavenhandel in den außerafrikanischen Kolonien blieb allerdings weiterhin erlaubt.
Die Vereinigten Staaten von Amerika erließen ein dem „Slave Trade Act“ ähnelndes Gesetz, den Act Prohibiting Importation of Slaves von 1807. Dieses trat aufgrund einer Festlegung in der amerikanischen Verfassung, die den Sklavenhandel bis 1808 garantierte, am 1. Januar 1808 in Kraft.

## Andere Nationen
Großbritannien nutzte seine internationale Stärke und seinen Einfluss und drängte andere Nationen, ihren Sklavenhandel zu beenden. 1805 hatte ein britischer Order in Council den Import von Sklaven in Kolonien beschränkt, die Großbritannien von Frankreich oder den Niederlanden erobert hatte.
Dieser Druck führte zu einer Reihe von Verträgen:
- 1810 englisch-portugiesischer Vertrag (Portugal beschränkte seinen Handel in seine Kolonien);
- 1813 englisch-schwedischer Vertrag (Schweden verzichtete auf Sklavenhandel);
- 1814 Erster Pariser Frieden: Frankreich stimmte mit England überein, dass Sklavenhandel “repugnant to the principles of natural justice” (deutsch: „abstoßend nach den Prinzipien der natürlichen Gerechtigkeit“) war und sagte zu, den Sklavenhandel innerhalb von fünf Jahren einzustellen;
- 1814 englisch-niederländischer Vertrag: die Niederlande erklärten Sklavenhandel für illegal;
- 1817 englisch-spanischer Vertrag: Spanien sagte zu, den Sklavenhandel bis 1820 einzustellen.[8]